# Wellcome Collection
Wellcome Collection est un musée et une bibliothèque situés à Londres, présentant un mélange d'artefacts médicaux et d'œuvres d'art originales explorant « des idées sur les liens entre la médecine, la vie et l'art ». Fondée en 2007, Wellcome Collection attire plus de 500 000 visiteurs par an. Le lieu propose aux visiteurs des expositions et des collections contemporaines et historiques, des événements publics animés, la bibliothèque Wellcome, un café, une librairie et des salles de conférence.

## Histoire

### Le musée historique de médecine de Wellcome

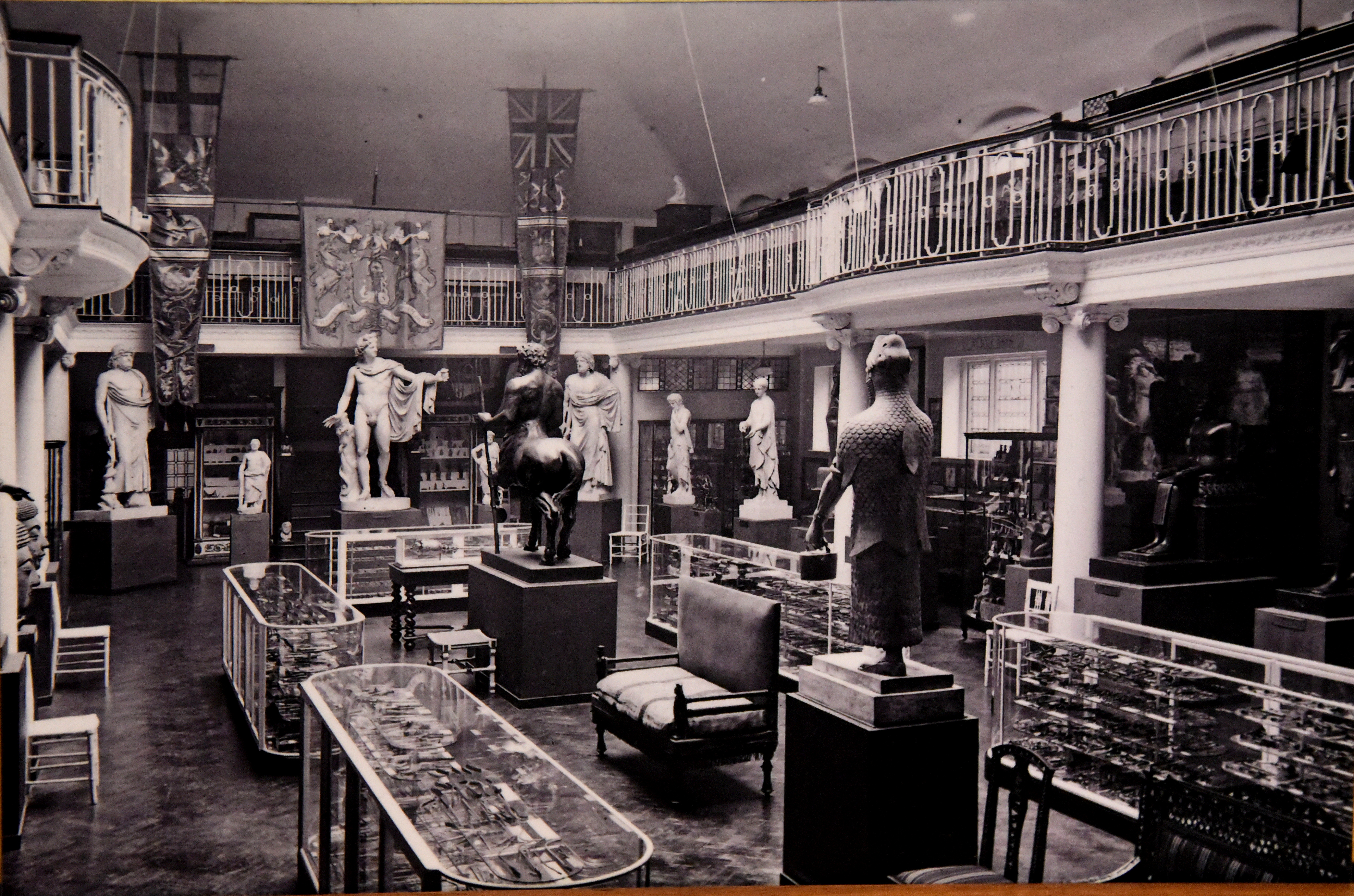
Salle du Statuaire du musée historique de médecine de Wellcome.

Le Wellcome Historical Medical Museum est fondé en 1913 par Henry Wellcome, afin de conserver tous les objets qu'il avait collectionné de par le monde. Le musée a été intégré comme Museum of the Section of History of Medicine, faisant partie du XVIIe Congrès international de médecine tenu à Londres cette année.
Après quelques mois de fermeture, il rouvre en 1926 avec une réorganisation complète de ses collections, et avec de très importantes acquisitions.

### La Wellcome Trust
Wellcome Collection fait partie de la Wellcome Trust, une fondation caritative médicale, créée à la mort de Henry Wellcome en 1936. Grand voyageur passionné de pharmacie, Henry Wellcome a constitué une vaste collection de livres, de peintures et d’objets sur le thème du développement historique de la médecine dans le monde entier.
Le Wellcome Trust déménage ses bureaux administratifs dans son nouvel immeuble Gibbs sur le site voisin d'Euston Road, achevé en 2004, créant ainsi une opportunité pour un nouveau lieu public dans l'ancien immeuble Wellcome.

### La bibliothèque Wellcome
La bibliothèque Wellcome est fondée sur la collection constituée par Henry Wellcome, dont la richesse personnelle lui permit de créer l'une des collections les plus ambitieuses du XXe siècle. Henry Wellcome s'intéressait à l'histoire de la médecine au sens large et comprenait des sujets tels que l'alchimie ou la sorcellerie, mais aussi l'anthropologie et l'ethnographie. Depuis la mort de Henry Wellcome en 1936, la Wellcome Trust est responsable de la gestion de la collection de la bibliothèque et du financement de ses acquisitions. La bibliothèque est gratuite et ouverte au public.

### La Wellcome Collection
La collection est ouverte au public en juin 2007,. En raison de son patrimoine historique, la Wellcome Collection est membre du groupe The London Museums of Health & Medicine (en).
Wellcome Collection subit une rénovation à partir de 2013 avant de rouvrir ses portes avec des espaces publics supplémentaires en octobre 2015, un an plus tard que prévu,.

Le musée
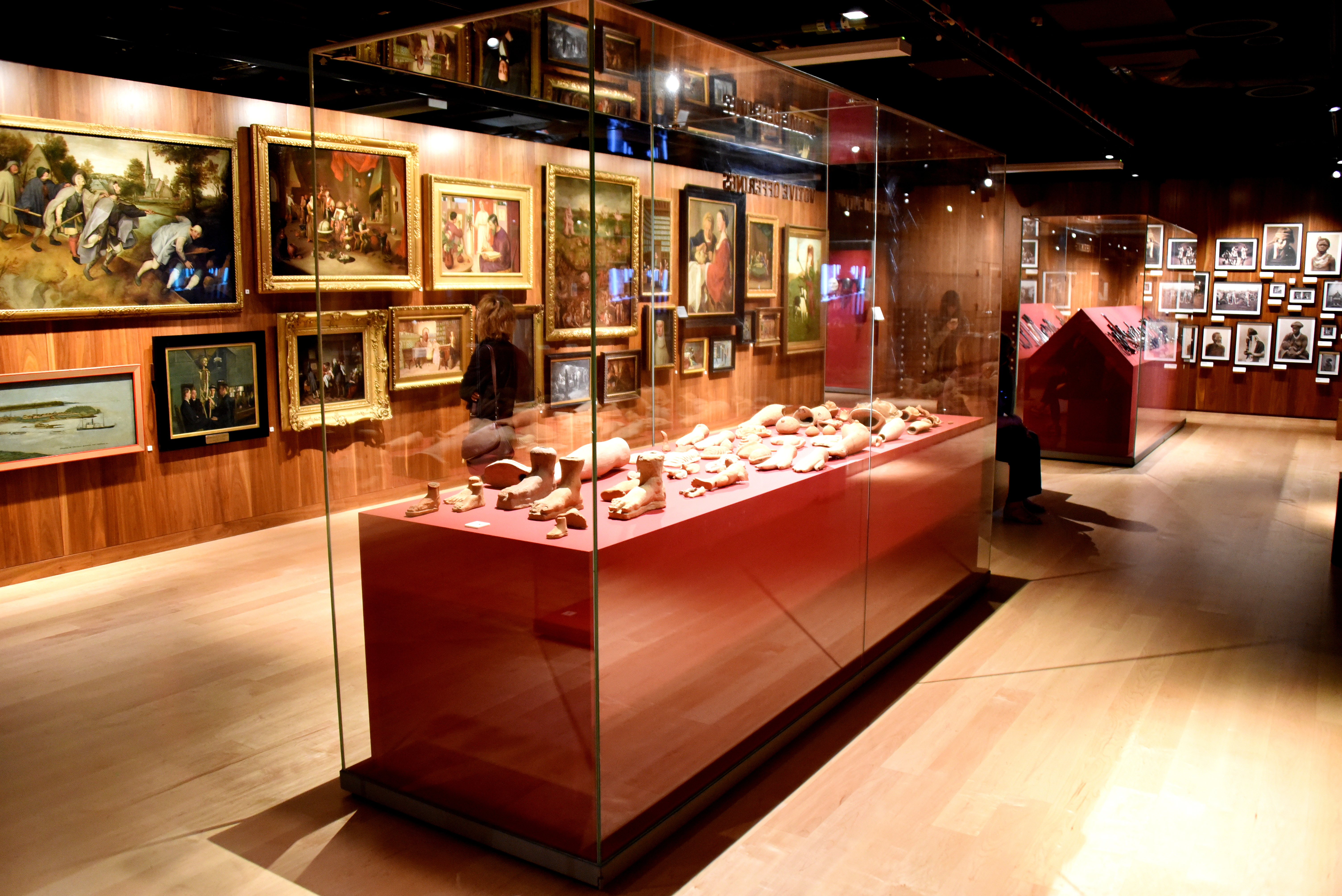
Section « Medicine Man ».
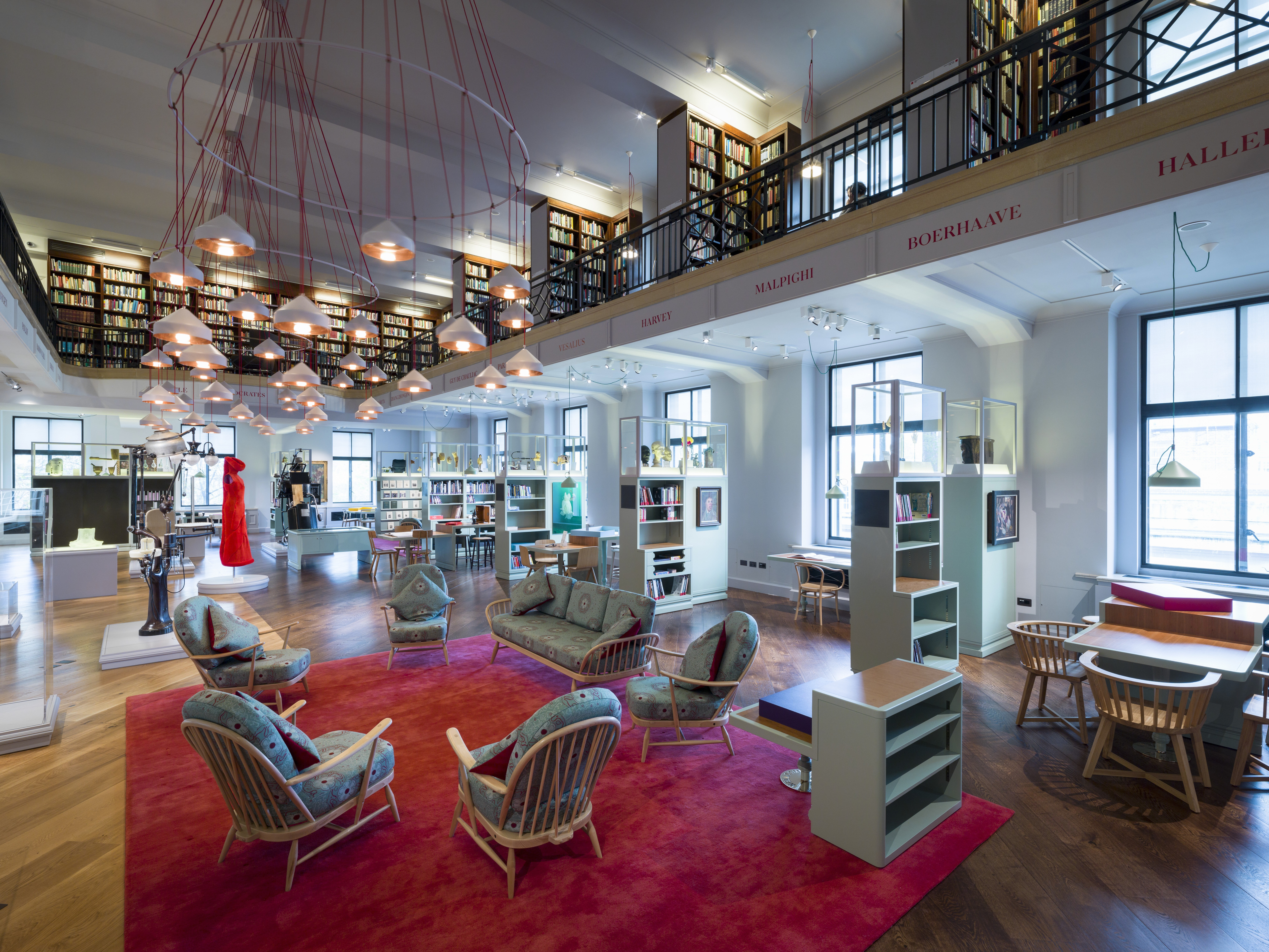
Salle de lecture.
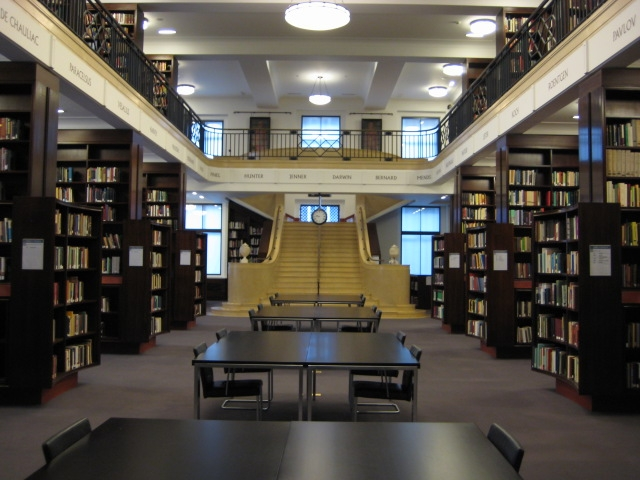
Salle de lecture de la bibliothèque.
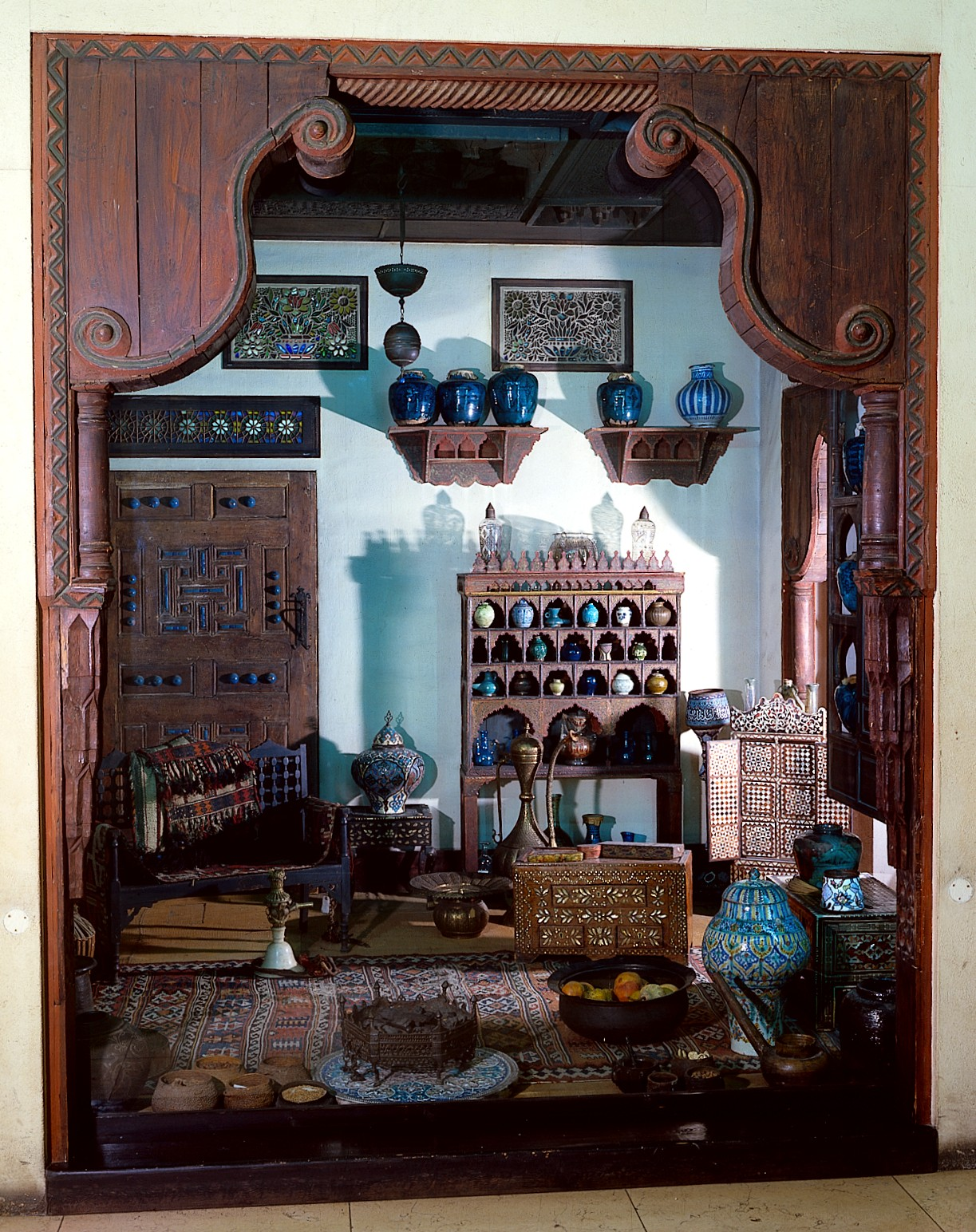
Reconstitution d'une pharmacie arabe.

## Les collections
En termes de muséographie, la collection est divisée en plusieurs espaces, avec principalement : une section « Medicine Man » traitée comme une exposition permanente montrant une petite partie de la collection de Henry Wellcome. Une section « Medicine Now » est une exposition permanente qui elle, mêle art, expositions sur divers supports et objets, montrant divers aspects de la médecine moderne et du travail du Wellcome Trust. Cette section contient notamment un mur de cartes postales où les visiteurs sont invités à contribuer par des dessins. 
Le principal espace d'exposition accueille un programme changeant d'événements et d'expositions temporaires.
Le foyer et les parties communes du bâtiment comprennent une œuvre de 1950 de Pablo Picasso (initialement accrochée à un mur de l’appartement de John Desmond Bernal à Torrington Square (en)) et une de Antony Gormley. Une sculpture de Marc Quinn reposait à l’origine sur le sol de pierre, sans aucune protection, puis a été déplacée à l’intérieur d’une vitrine et n’est plus visible.
La collection abrite aussi la collection Adamson, initiée par les activités d'Art-thérapie d'Edward Adamson au sein de l’hôpital psychiatrique de Netherne à partir de 1946. Adamson avait rassemblé environ 6 000 œuvres réalisées par des patients dans un cadre non-interventionniste dont environ 5 000 ont été transférés à la collection de peintures, d’estampes et de dessins de la bibliothèque de la Collection Wellcome. Adamson, considéré comme le père de l'art-thérapie au Royaume-Uni, défendait une approche humaniste où l’acte créatif était vu comme une activité de guérison et de résilience plutôt qu’un outil de diagnostic de troubles mentaux ou de maladie mentale (approche décrite, illustrée et développée dans son ouvrage Art as Healing (1984), coécrit avec John Timlin). Sa collection était antérieurement gérée par la British Association of Art Therapists qui l'a progressivement confiée à la Wellcome Collection à Londres à partir de 2012, pour une meilleure conservation des œuvres, leur numérisation partielle, et une valorisation scientifique et culturelle accrue. La Wellcome Collection a aussi intégré les archives personnelles d’Edward Adamson et les documents du Adamson Collection Trust  offrant un cadre de recherche riche sur l’histoire de l’art-thérapie, les pratiques psychiatriques et les représentations de la santé mentale. Cette collection qui incarnent un jalon majeur dans l’histoire de l’art-thérapie et du regard porté sur les personnes vivant avec des troubles mentaux, est aujourd'hui accessible aux chercheurs et au public.

Collection
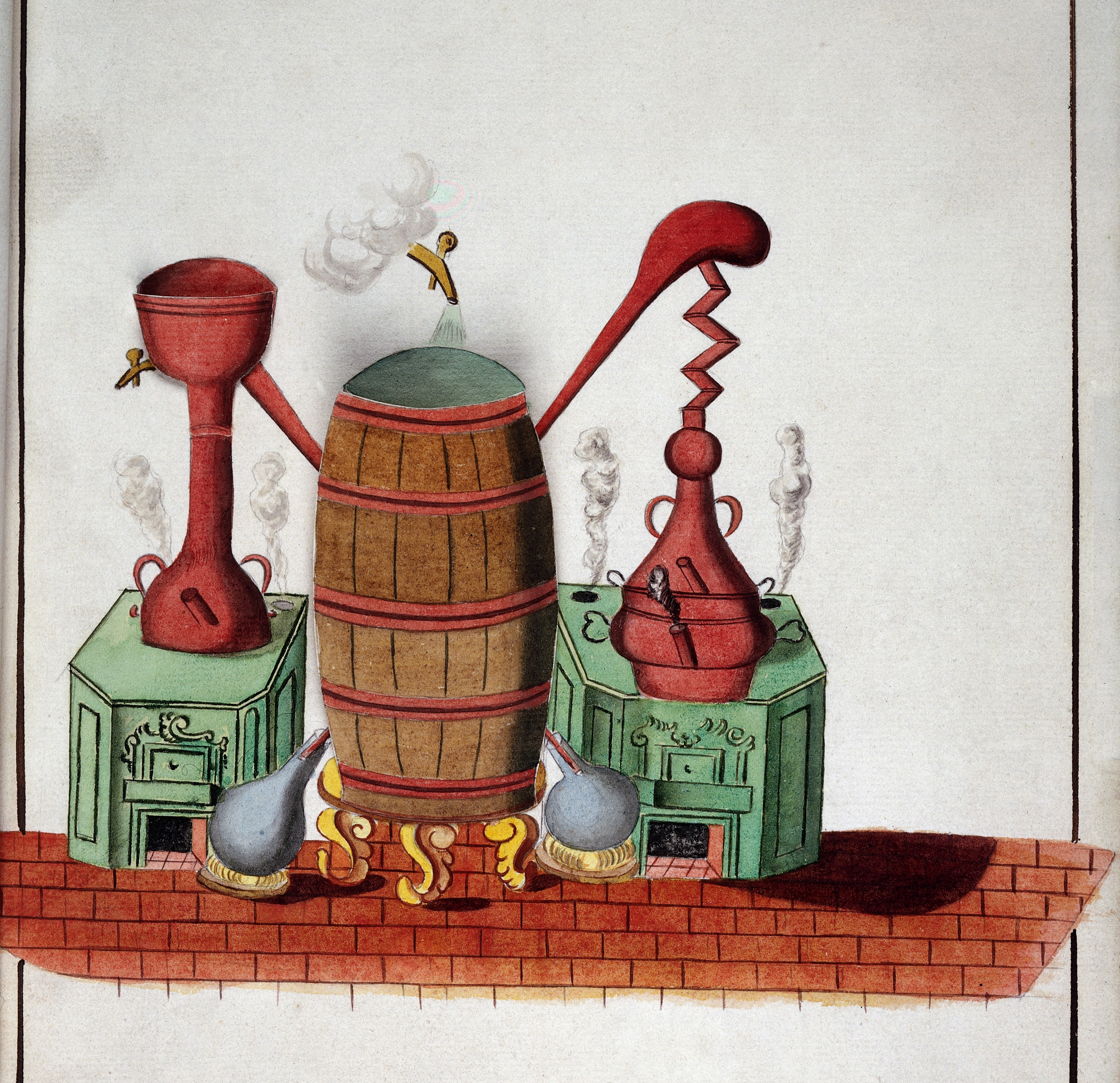
Appareils d'alchimie (collection sur l'alchimie).
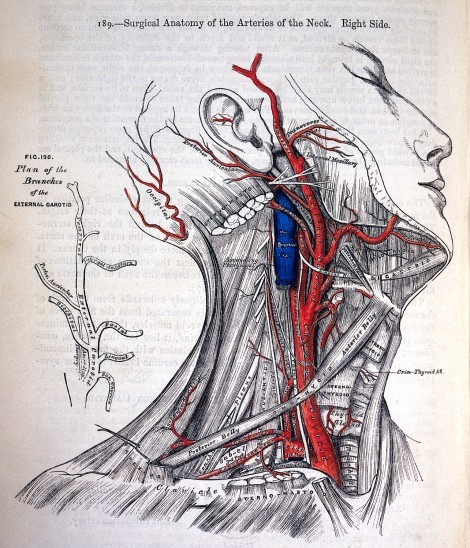
Anatomie chirurgicale des artères du cou, Gray's Anatomy, 1858 (collection sur la médecine).
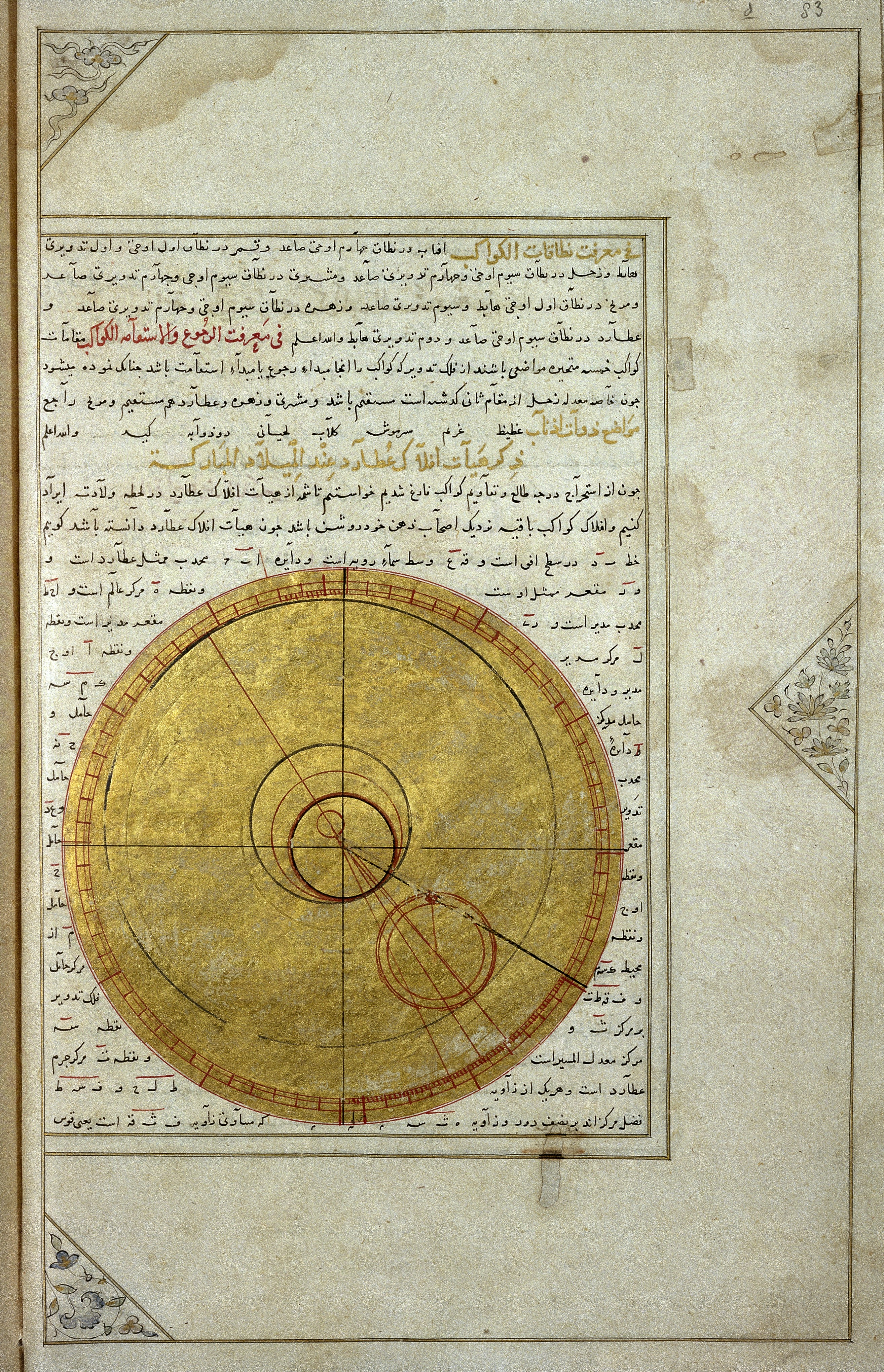
Page du Kitab-i viladat-i Iskandar, l'horoscope du Sultan Iskandar, XVe siècle (collection sur l'astrologie).
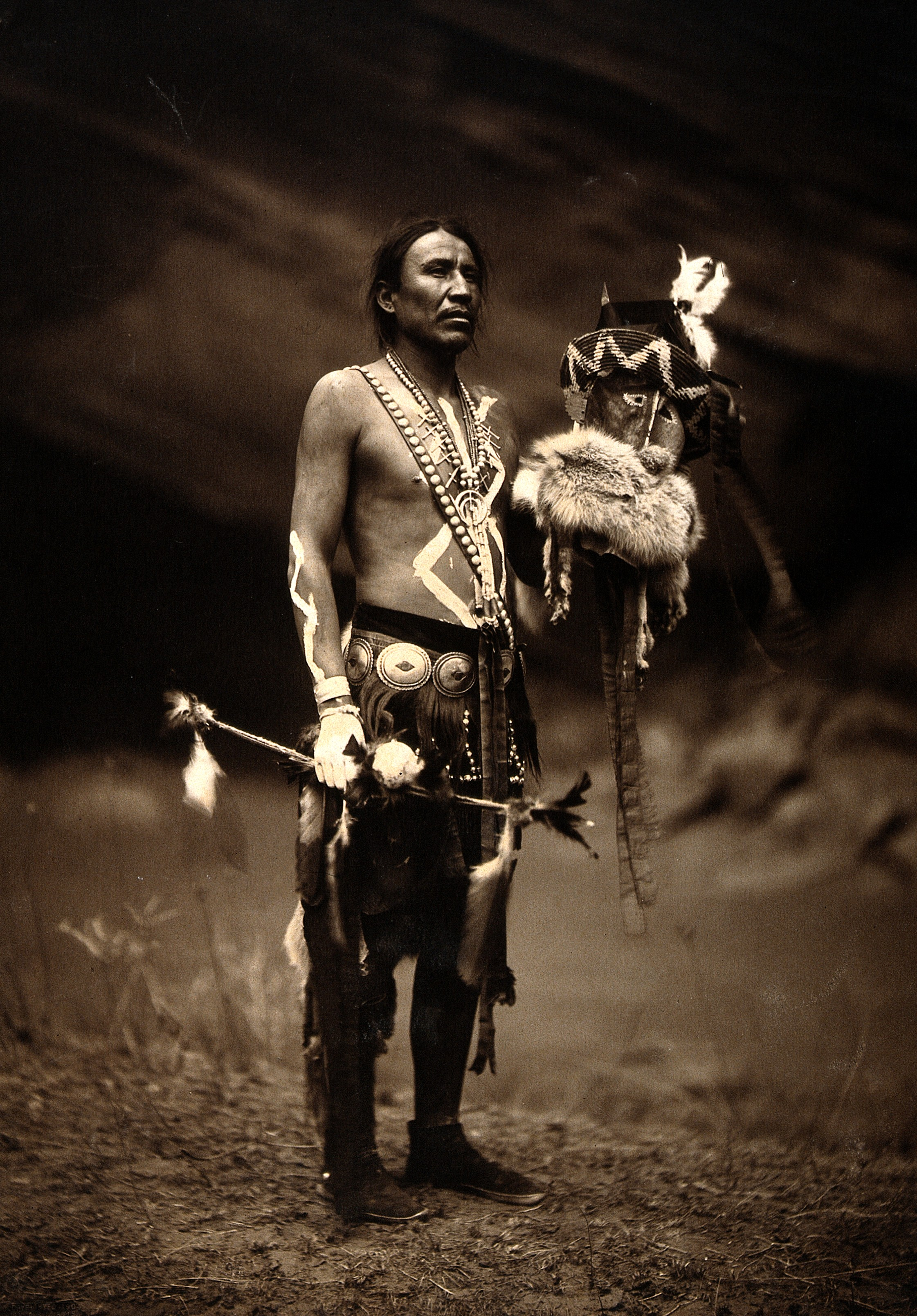
Un homme navajo en costume traditionnel (collection sur l'ethnographie).
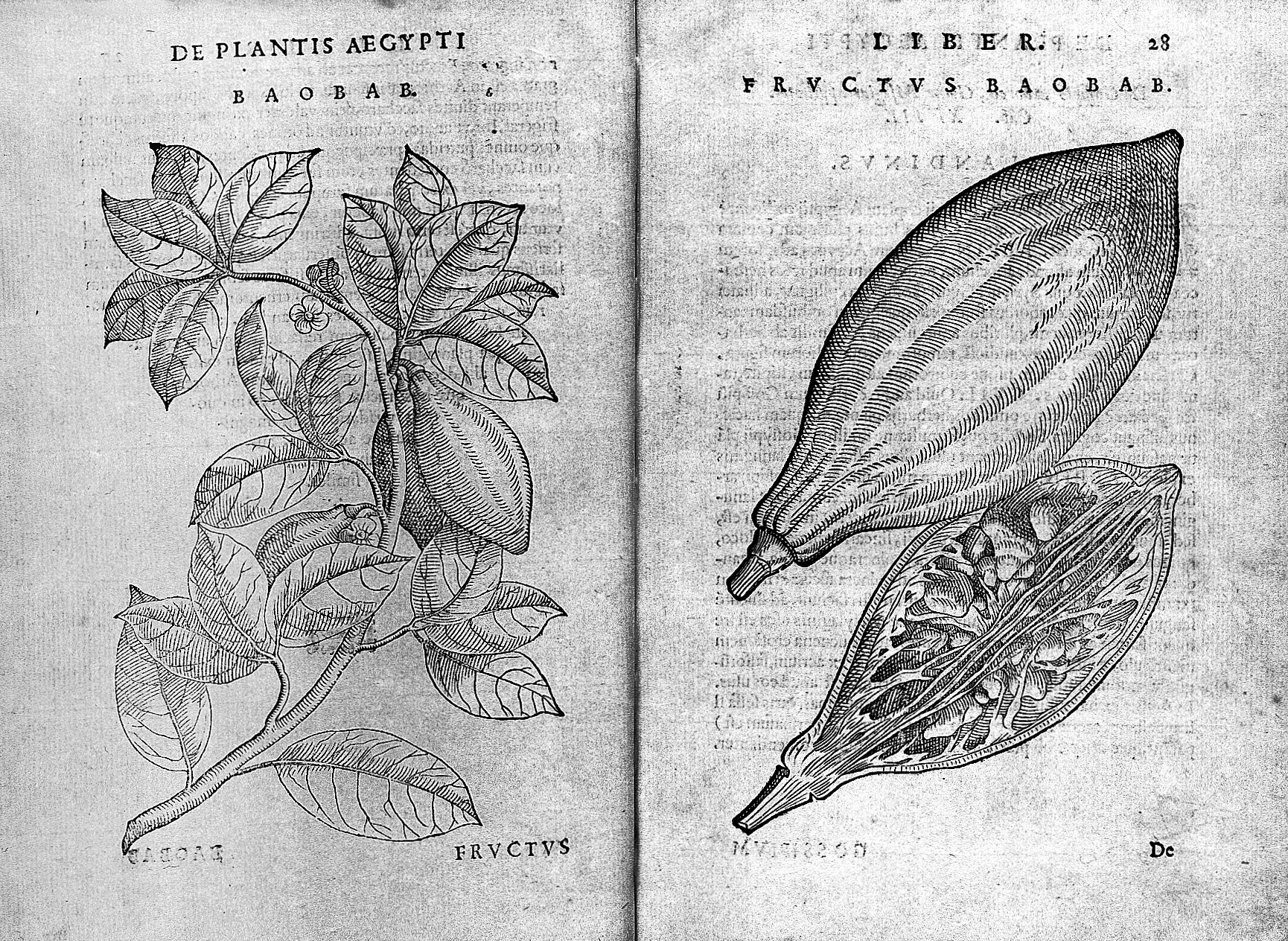
Illustrations de plantes dans De plantis Aegypti de Prospero Alpini, 1592 (collection de livres rares).
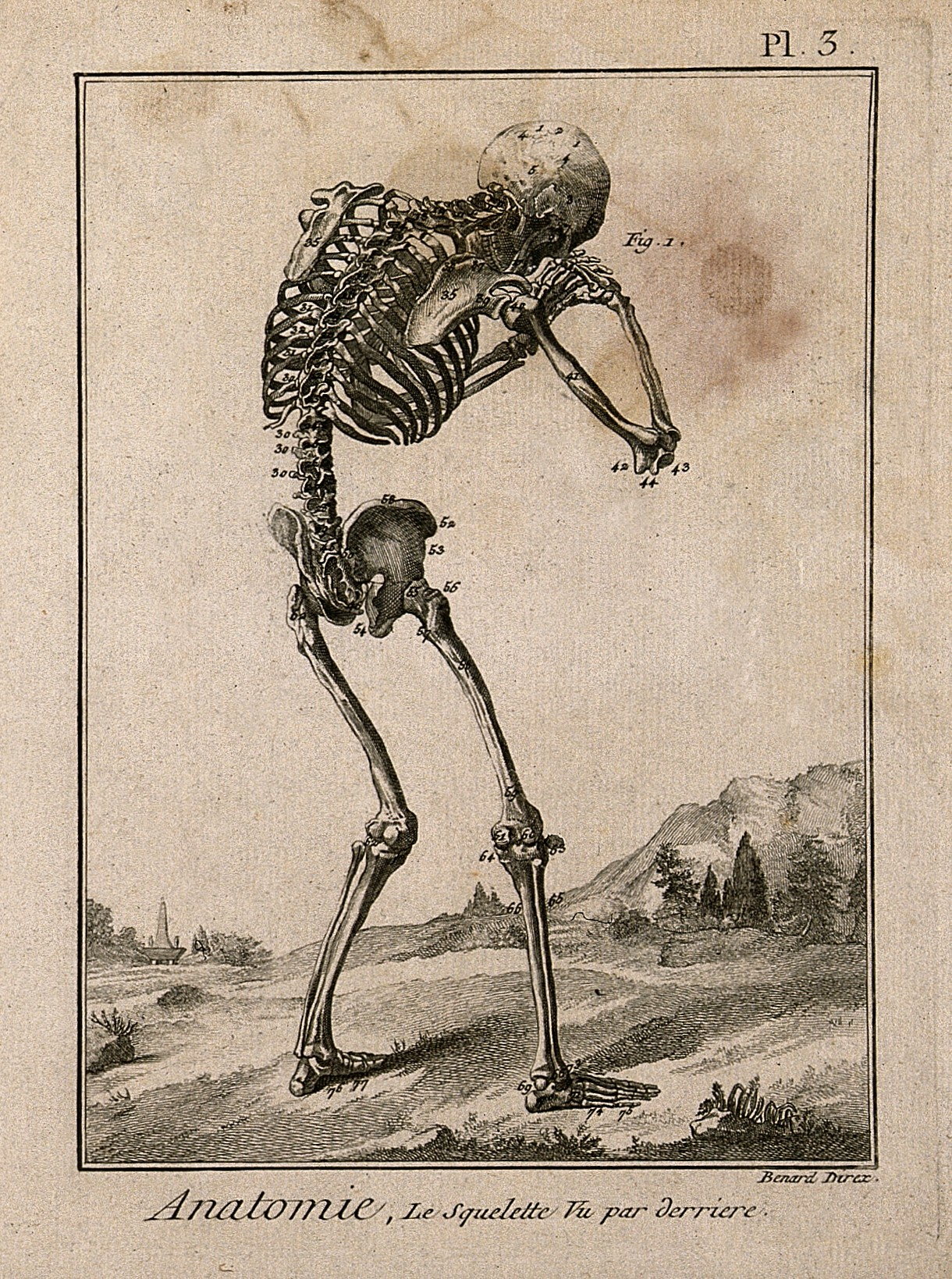
Squelette penché en avant vu de derrière, gravure sur métal de Benard (1779), d'après une gravure sur bois de 1543 (collection iconographique).
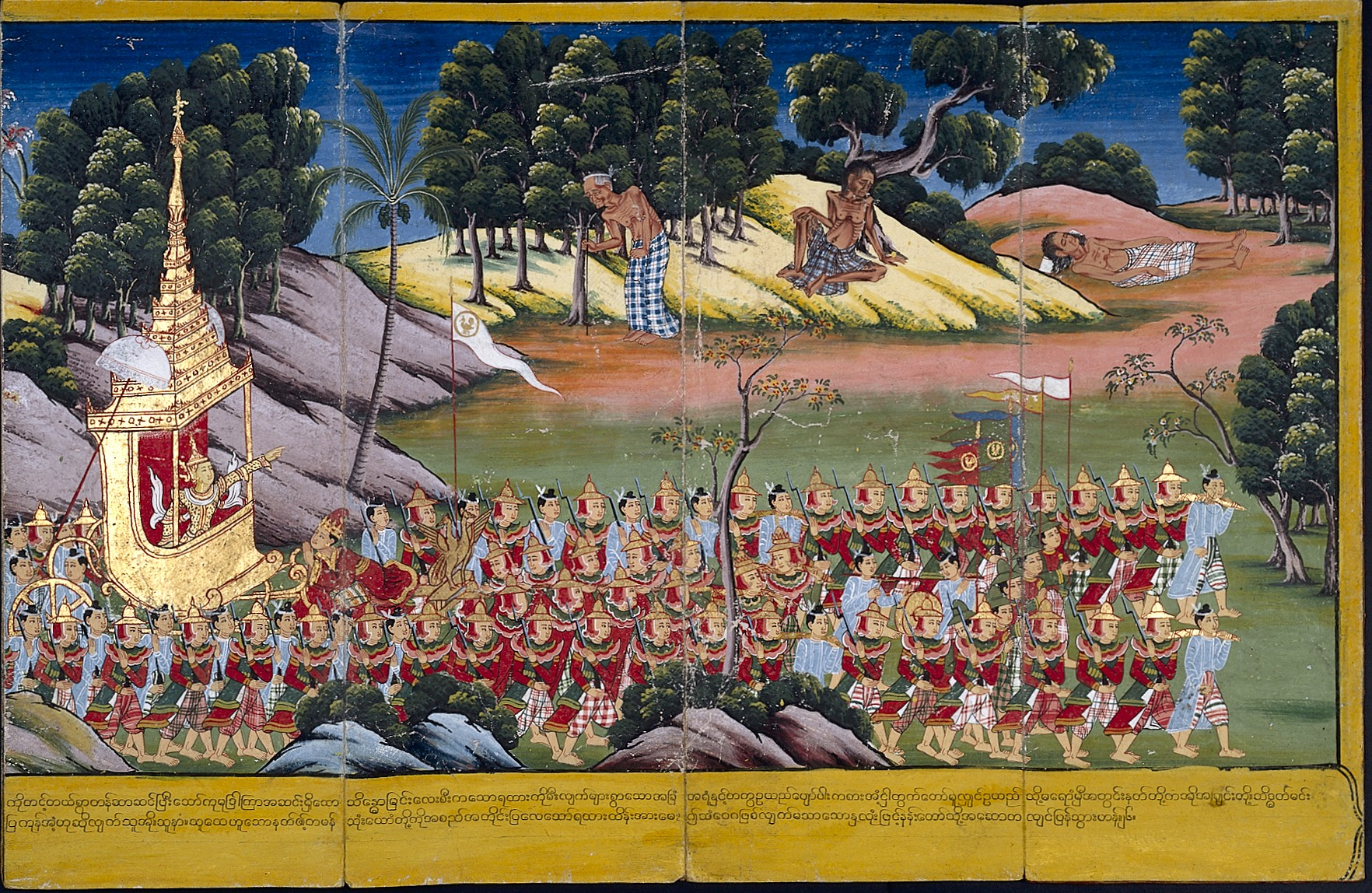
Le prince Siddharttha en chemin vers le jardin, voit l'arbre (collection asiatique).
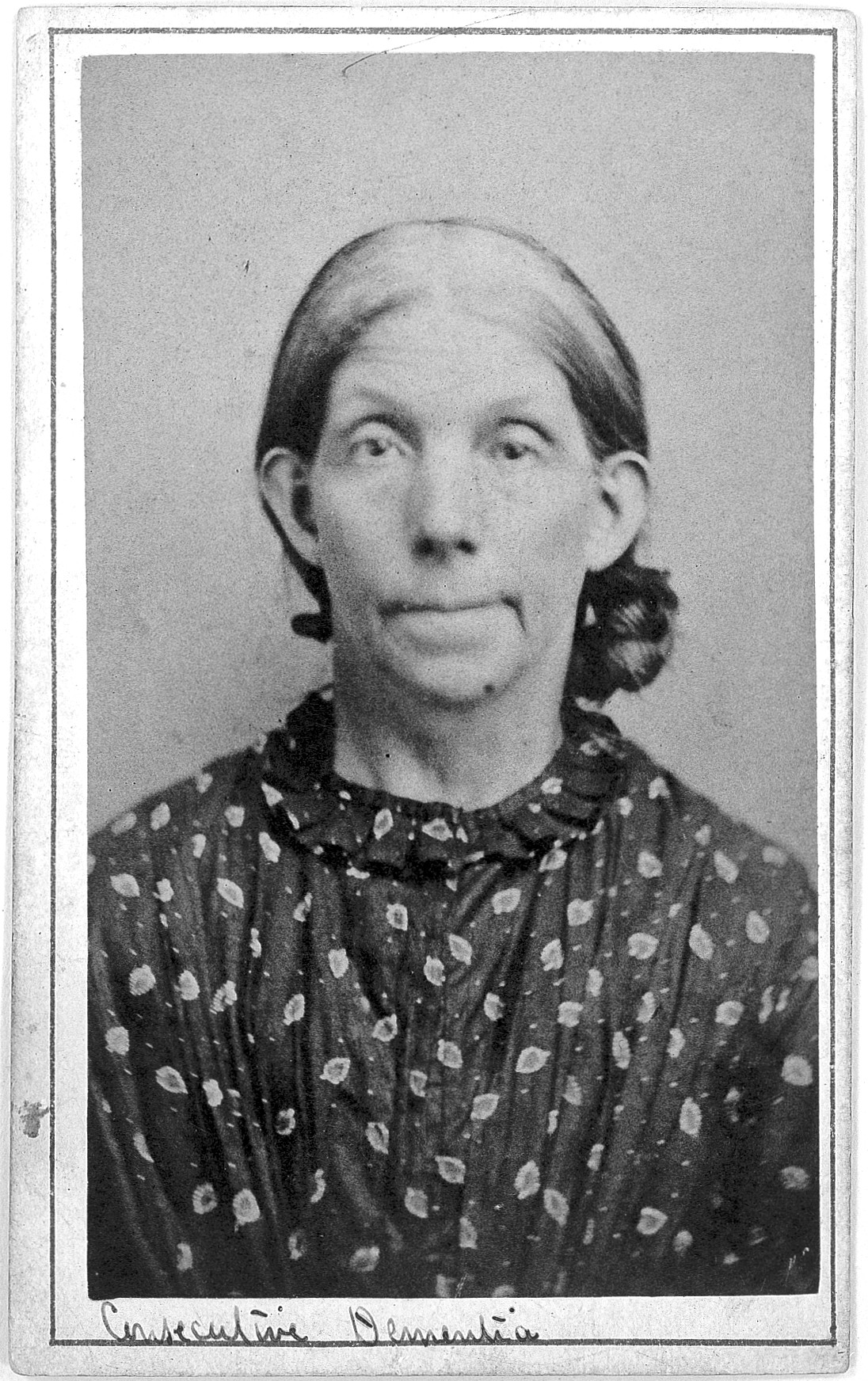
Photographie d'une patiente atteinte de démence à l'asile West Riding Lunatic (collection d'images de l'histoire de la santé mentale et de la psychatrie).
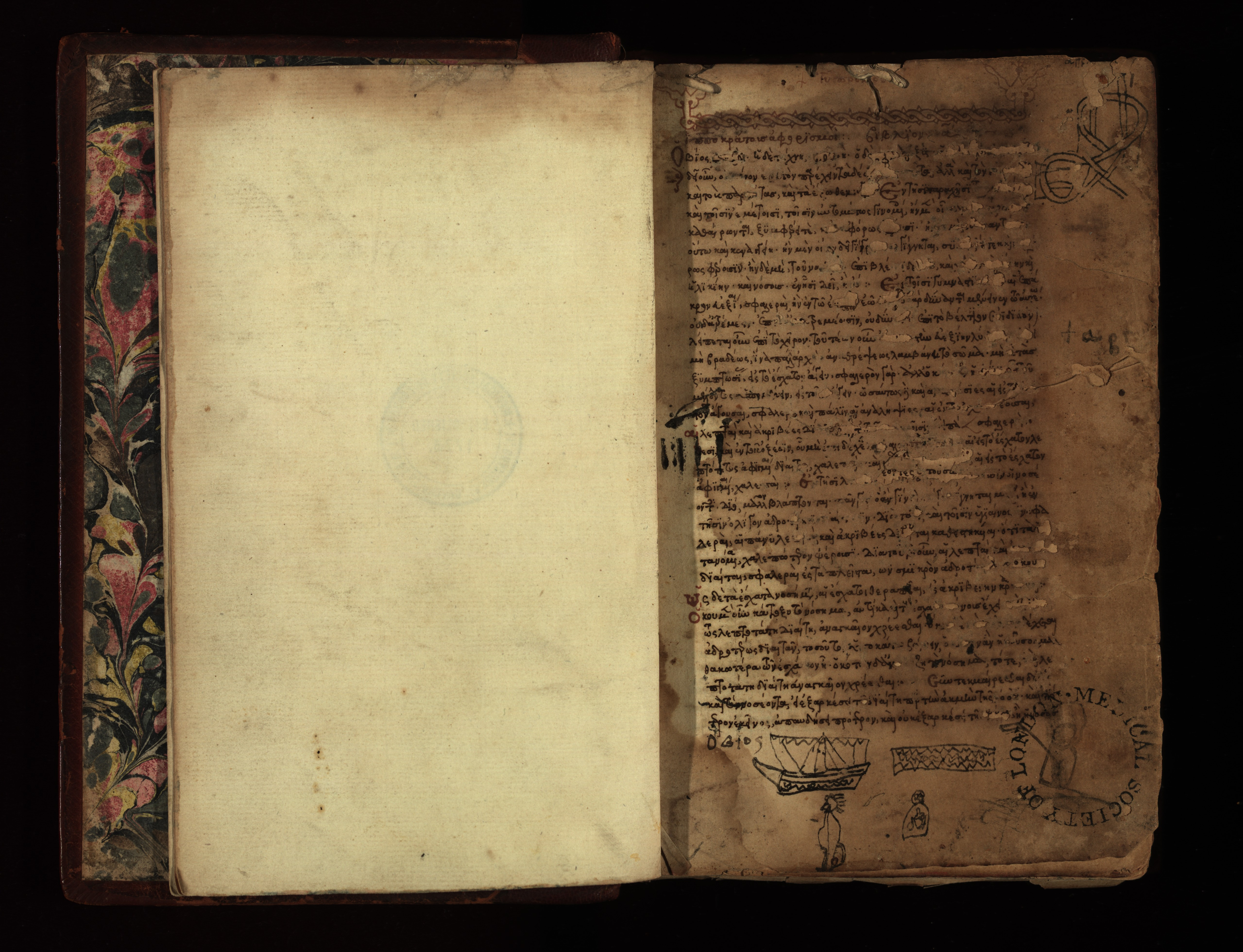
Textes médicaux grecs (collection des manuscrits).

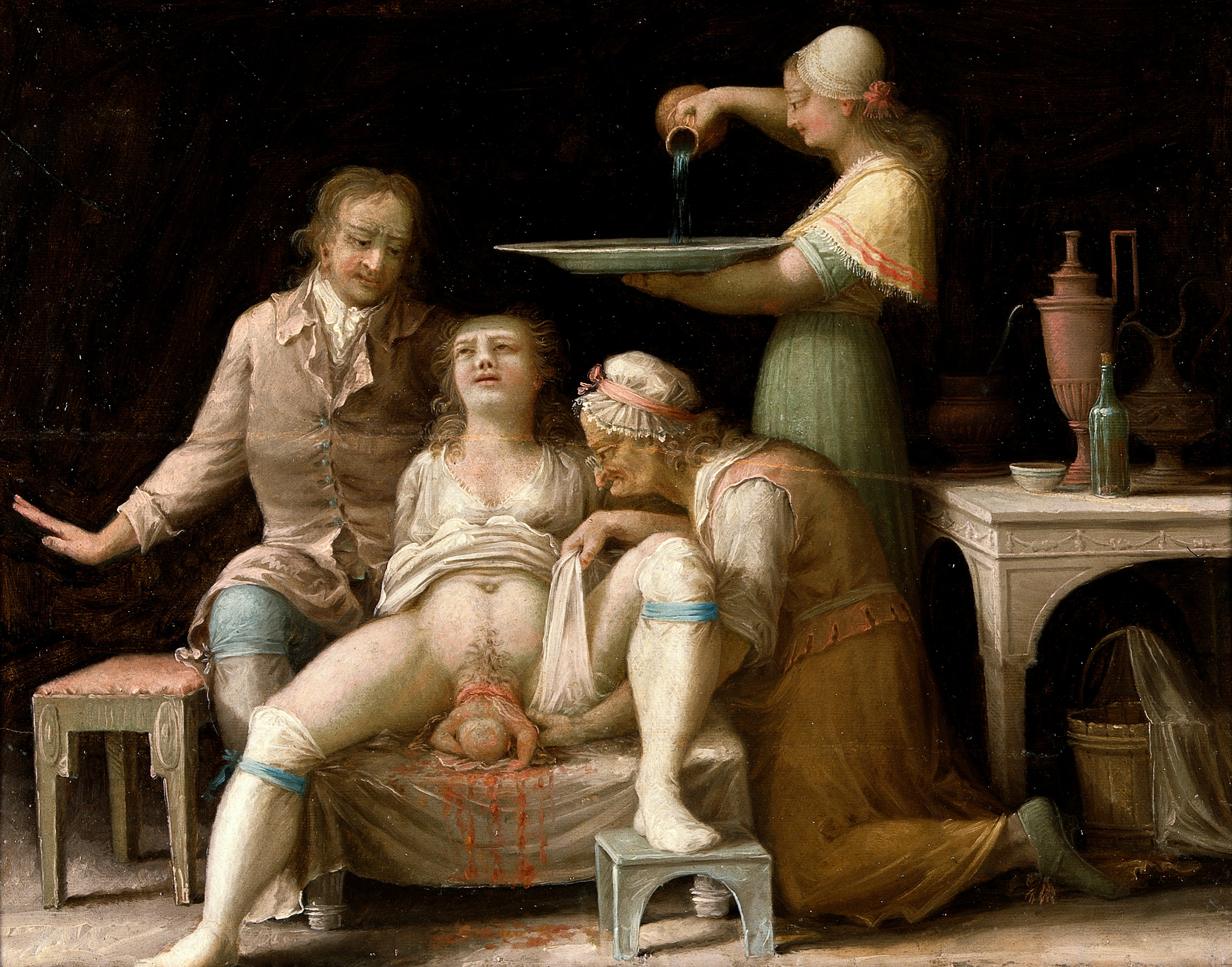
Scène de naissance par un peintre français anonyme, vers 1800 (collection de peintures).
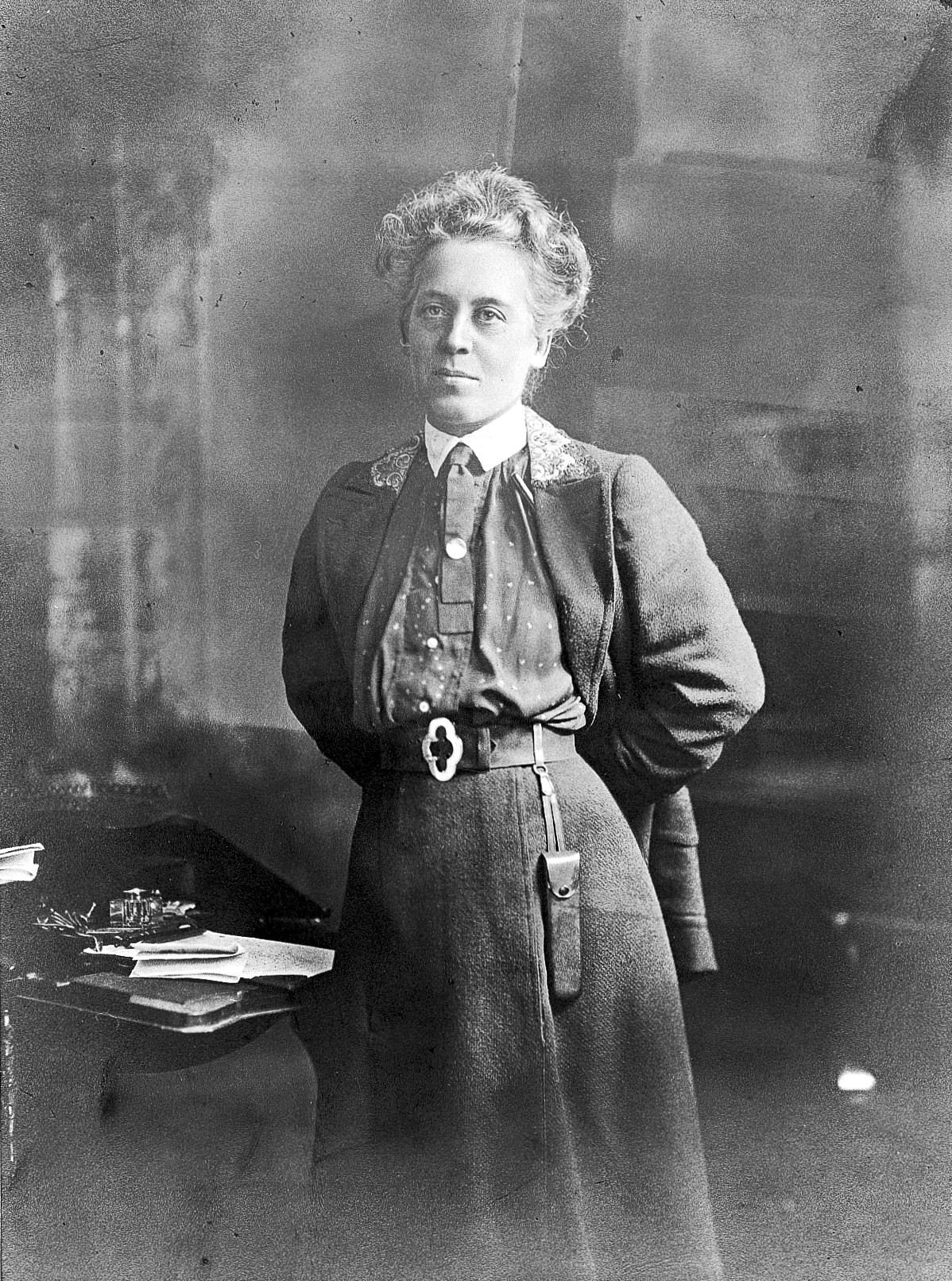
Photographie du docteur Ethel M. N. Williams, de la Medical Women's Federation (collection sur la Medical Women's Federation).
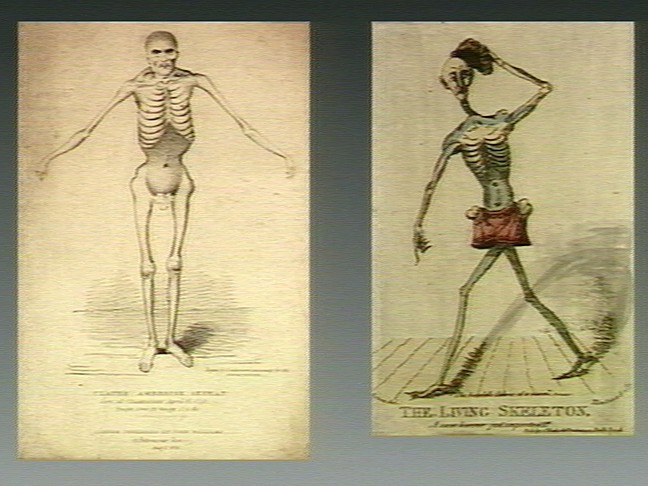
Claude Ambroise Seurat, Un homme très maigre (collection des curiosités).
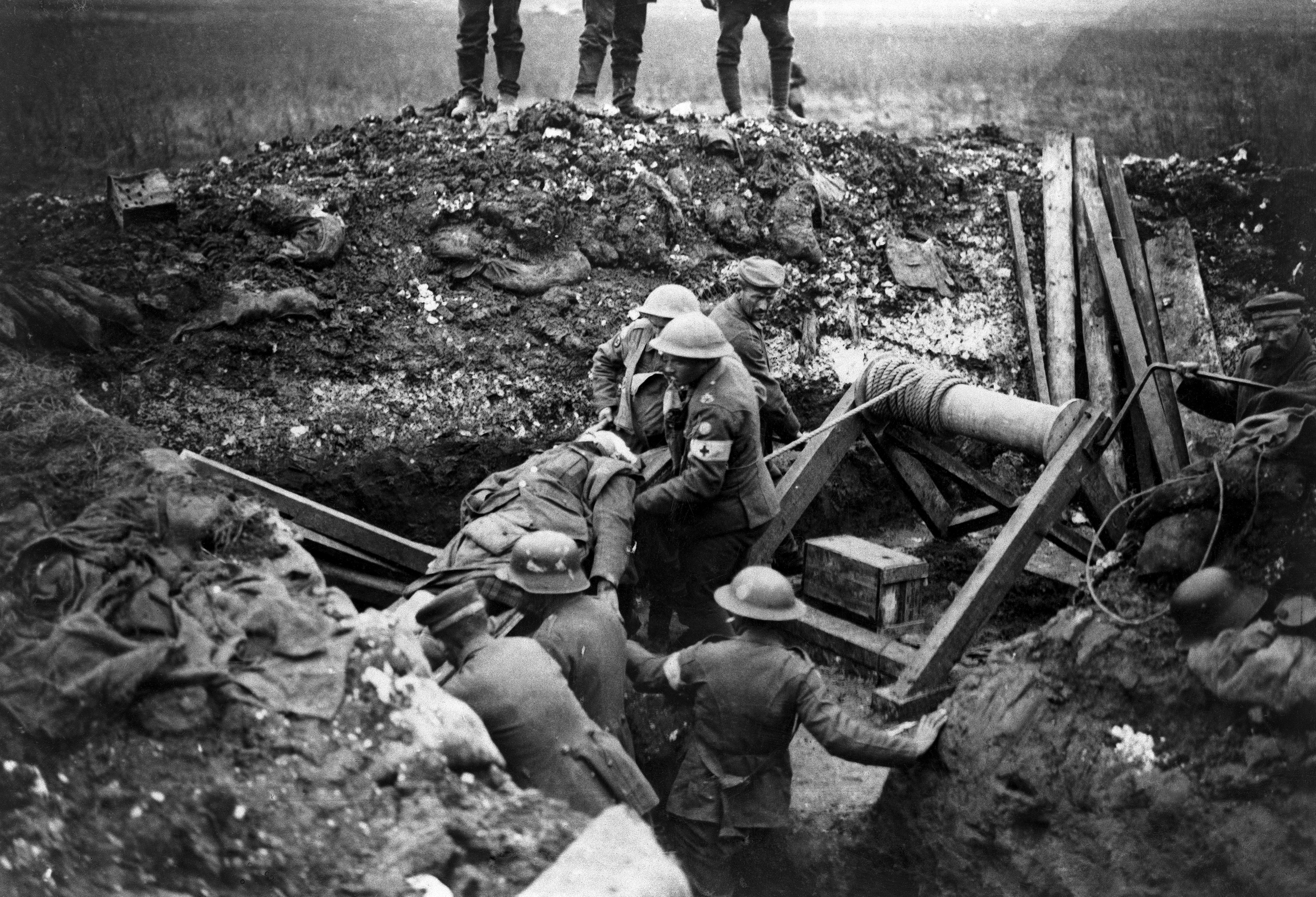
A pictorial history of the Royal Army Medical Corps, évacuation de blessés pendant la Première Guerre mondiale (collection sur la première et la seconde guerre mondiale).